# 秘密とルーシー
「秘密とルーシー」（ひみつとルーシー）は、BIGMAMAの6枚目のシングル。2011年7月6日にRX-RECORDSよりリリースされた。

## 概要
前作『I'm Standing on the Scaffold』から7ヶ月ぶりのリリース。また、初の両A面シングルである。通常盤のみのリリース。
ジャケット写真には、メンバーのリアド偉武が起用され、ソロで写った写真が使用されている。BIGMAMAのジャケット写真でメンバー自身が起用されるのは、今作が初となる。

## 楽曲解説
秘密
表題曲。MVが作られている。
会えなくなってしまった人との約束を描いた楽曲。亡くなった恩人への思いを綴っている。
Lucy
夏のような疾走感あふれるテンポの速い楽曲。全英語詞。
楽曲のタイトルは、二足歩行したと言われる猿人、アウストラロピテクスの名前から取られている。

## 収録曲
| 全作詞: 金井政人、全作曲・編曲: BIGMAMA。 |           |          |            |      |
| #                                         | タイトル  | 作詞     | 作曲・編曲 | 時間 |
| 1.                                        | 「秘密」  | 金井政人 | BIGMAMA    | 4:19 |
| 2.                                        | 「Lucy」  | 金井政人 | BIGMAMA    | 3:42 |
| 合計時間:                                 | 合計時間: | 8:01     |            |      |